# كهوف البحر
كهوف البحر (بالإنجليزية: Sea Caves)‏ هي كهوف تقع ضمن أقاليم ما وراء البحار البريطانية في منطقة جبل طارق التابعة للتاج البريطاني.